# Autogobierno Nacional de los Alemanes en Hungría
El Autogobierno Nacional de los Alemanes en Hungría (en alemán: Landesselbstverwaltung der Ungarndeutschen - LdU, en húngaro: Magyarországi Németek Országos Önkormányzata - MNOÖ) es la organización representativa a nivel nacional de la minoría alemana en Hungría.

## Historia
Después de haberse elegido a los gobiernos autónomos de las minorías en 1994, el Autogobierno Nacional de los Alemanes en Hungría se estableció el 11 de marzo de 1995 como órgano representativo político y cultural de los alemanes de Hungría por iniciativa de la asamblea electoral de la minoría alemana.
Sus principales objetivos son preservar y apoyar el idioma, el patrimonio intelectual, las tradiciones históricas y la identidad alemana en Hungría. Eso incluye la preservación de la lengua materna alemana en áreas culturales, la enseñanza del idioma alemán en el sistema escolar húngaro y en el campo de las relaciones internacionales y el intercambio de relaciones alemanas mediante asociaciones y programas.
La implementación de la autonomía cultural y la toma de control de las instituciones alemanas en Hungría constituye el activismo principal de LdU.
Al mismo tiempo, apoya la cooperación de Hungría y sus vecinos, sobre todo con los países de habla alemana.
La organización agrupa a 406 gobiernos autónomos de minorías locales y a más de 500 grupos culturales y otras asociaciones alemanas de Hungría.
En las elecciones parlamentarias de 2018, Imre Ritter fue elegido como el primer portavoz parlamentario alemán en la historia de la Asamblea Nacional de Hungría. En la actualidad, la LdU apoya al gobierno de Viktor Orbán.

## Resultados electorales
| Elección | Voto   | % voto | Escaños | +/-         |
| -------- | ------ | ------ | ------- | ----------- |
| 2014     | 11.415 | 0,23   | 0/199   |             |
| 2018     | 26.477 | 0,46   | 1/199   | 1           |
| 2022     | 24.630 | 0,44   | 1/199   | Sin cambios |